# Bayreuth
Bayreuth [b̥aɪ̯ˈʁɔʏ̯tʰ] és una ciutat de Baviera a la vora del riu Main. Té uns 70.000 habitants.
La ciutat és coneguda per la seva relació amb el compositor Richard Wagner, que va viure a Bayreuth des de 1872 fins a la seva mort, el 1883. La casa de Wagner, Wahnfried, es va construir a la ciutat gràcies al patrocini del rei Lluís II de Baviera i s'ha convertit en un museu wagnerià.
A la zona nord de la ciutat hi ha el Festspielhaus, un teatre d'òpera construït especialment per representar les obres de Wagner. Les estrenes de les obres Siegfried i Götterdämmerung, que són II i III jornades de L'Anell dels Nibelungs i Parsifal, van tenir lloc en aquest teatre. Cada any, se celebra a la ciutat el Festival de Bayreuth dedicat a la representació d'òperes del compositor alemany.
Aquesta ciutat també és coneguda per la seva universitat (Universität Bayreuth), especialitzada en economia i medi ambient.

## Llocs d'interès
- El castell nou

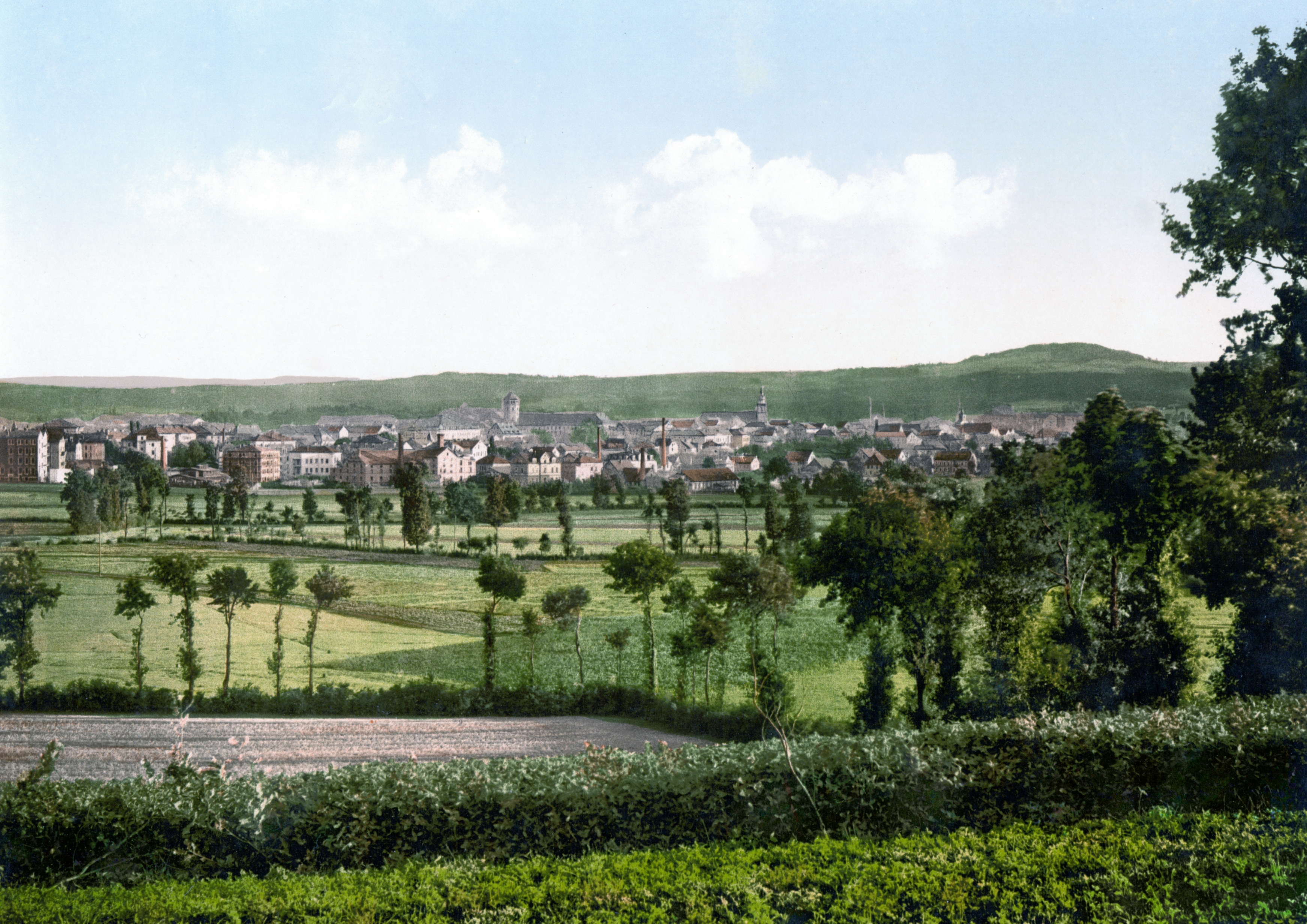
Bayreuth el 1900

- El Festspielhaus, seu del Festival de Bayreuth
- Museu dedicat a Richard Wagner
- Museu Jean-Paul
- Teatre d'òpera, construït en el segle xviii en estil barroc

## Ciutats agermanades
- Annecy, França
- Rudolstadt, Turíngia, Alemanya
- La Spezia, Itàlia